# Andreas von Meiller

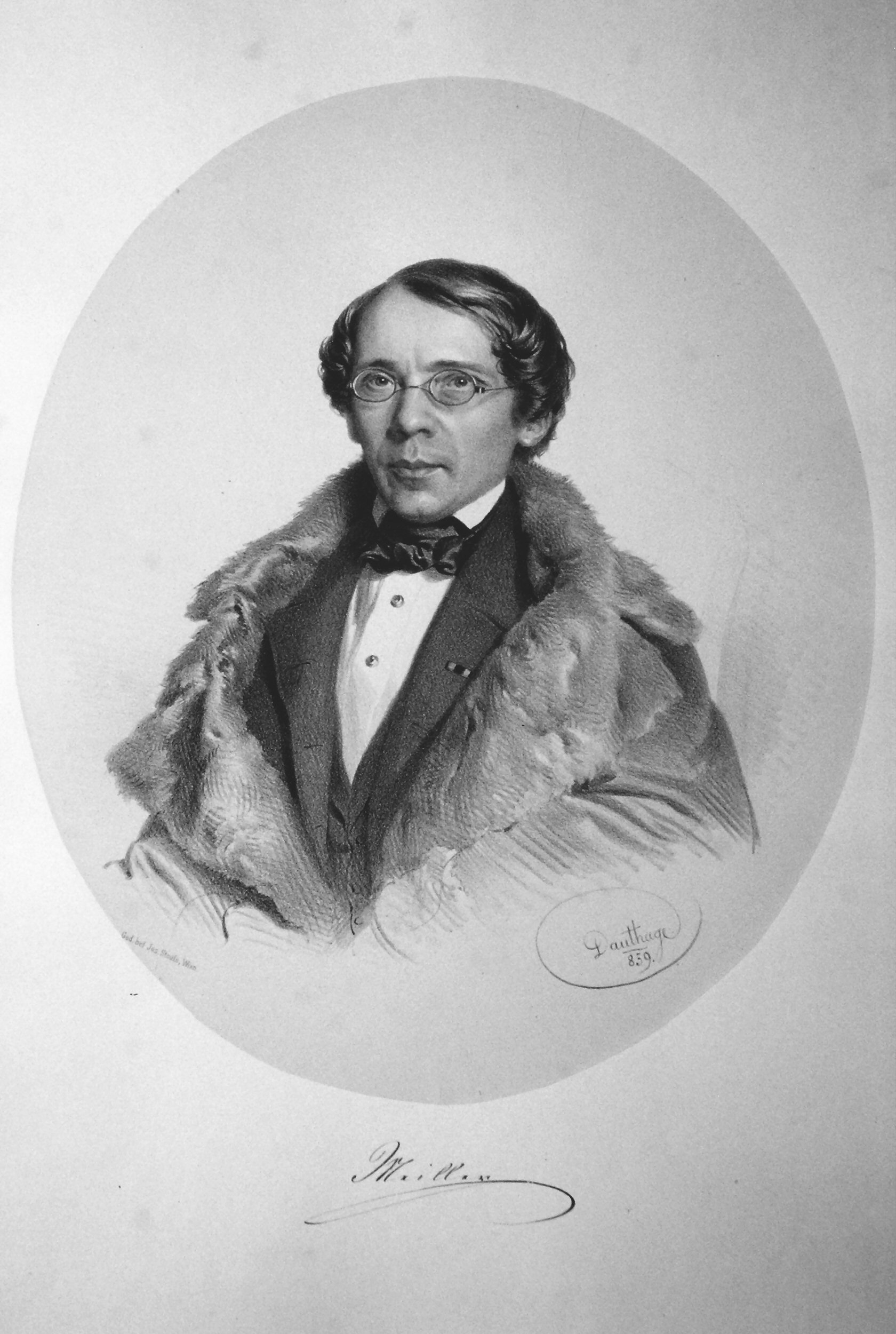
Andreas von Meiller, Lithographie von Adolf Dauthage, 1859

Andreas von Meiller (* 22. Dezember 1812 in Wien; † 30. Juni 1871 in Wien) war ein österreichischer Archivar und Historiker.

## Leben
Nach dem Jurastudium an der Universität Wien, Promotion 1837, trat er 1841 in den Archivdienst beim Staatsarchiv ein. Meiller wurde 1851 Wirkliches Mitglied der Akademie der Wissenschaften und Mitglied der Prüfungskommission für Archivare, 1857 zweiter und 1860 erster Archivar.
Die Universität Wien ernannte ihn 1865 zum Dr. phil. h. c.

## Werke
- Regesten zur Geschichte der Markgrafen und Herzoge Oesterreichs aus dem Hause Babenberg. Braumüller, Wien 1850 (Google Buch).
- Österreichische Stadtrechte und Satzungen aus der Zeit der Babenberger. In: Archiv für Kunde Österreichischer Geschichtsquellen der kaiserlichen Akademie der Wissenschaften. Zehnter Band, Wien 1853, S. 3–87 (Google Buch).
- Regesta archiepiscoporum Salisburgensium inde ab anno MCVI usque ad annum MCCXLVI. Regesten zur Geschichte der Salzburger Erzbischöfe Conrad I., Eberhard I., Conrad II., Adalbert, Conrad III. und Eberhard II. Carl Gerold’s Sohn, Wien 1866 („Salzburger Regesten 1106–1246“, Google Buch).